# Клермон д’Ексидеј
Клермон д’Ексидеј (фр. Clermont-d'Excideuil) насеље је и општина у југозападној Француској у региону Аквитанија, у департману Дордоња која припада префектури Периже.
По подацима из 2011. године у општини је живело 250 становника, а густина насељености је износила 25,03 становника/km². Општина се простире на површини од 9,99 km². Налази се на средњој надморској висини од 260 метара (максималној 333 m, а минималној 156 m).

## Демографија
| 1962. | 1968. | 1975. | 1982. | 1990. | 1999. | 2011. |
| ----- | ----- | ----- | ----- | ----- | ----- | ----- |
| 277   | 289   | 253   | 255   | 255   | 253   | 250   |

График промене броја становника у току последњих година